# Нур, Мохамед
Мохамед Нур (сомал. Maxamed Nuur; род. 1956) — сомалийский политик, основатель и лидер Партии социальной справедливости. Занимал должность мэра Могадишо с 2010 по 27 февраля 2014 года.

## До 2010 года

### Личная жизнь
Нур является представителем сомалийского клана Хавийя.
Вырос и практически всю жизнь провёл в Могадишо, столице Сомали. Имеет жену, от которой у него шестеро детей.
Когда в начале 1990-х годов началась гражданская война в Сомали, Нур и его семья эмигрировали в Лондон (в 1993 году), где проживали в районе Хакни.
Вскоре Мохамед Нур поступил, а затем окончил Вестминстерский университет.

### Начало карьеры
Имеет прозвище «Тарзан», по образованию — инженер-строитель.
Ранее также работал советником в Ислингтонском Лондонском совете.
В 2006 году Нур безуспешно баллотировался в совет[какой?] от Лейбористской партии.
Мохамед Нур также основал и возглавил Сомалийскую благотворительную ассоциацию Кентиш-тауна — первое подобное объединение сомалийских эмигрантов в Лондоне. Ассоциация занималась помощью сомалийским эмигрантам в Лондоне.

## Мэр Могадишо
В 2010 году, благодаря своему активному участию в организации сомалийских эмигрантов, Нур был назначен новым мэром Могадишо. Он поставил перед собой задачу восстановить истерзанный гражданской войной город и «изменить менталитет жителей города в лучшую сторону».
С момента вступления в должность Мохамед Нур принял ряд постановлений для улучшения жизни жителей города:
- начало программы сбора мусора и очищения улиц
- установка уличных фонарей на солнечных батареях и обеспечение круглосуточной подачи электричества
- увольнение коррумпированных городских чиновников
- реорганизация полиции, с целью обеспечения защиты граждан

Городское правительство также утвердило ПДД и начало штрафовать автомобилистов, ездящих без фар и по тротуарам. Среди его более амбициозных проектов был организованный в 2011 году уличный фестиваль сомалийской культуры. Это было первое событие такого рода за многие годы в городе, до этого находившемся в постоянном страхе от нападений боевиков Аль-Шабааба.
После освобождения Могадишо от исламистских боевиков в середине 2011 года жизнь в городе постепенно начала нормализоваться. Мохамед Нур инициировал широкомасштабную программу восстановления дорог, а также наладил контакт жителей города и полиции в целях обеспечения безопасности. Ввиду крайне ограниченных ресурсов, Нур использовал международный опыт для решения проблем города, хоть и с осторожностью.
Боевики Аль-Шабааба, вытесненные из города, продолжили организацию терактов в городе, в том числе с целью убийства мэра столицы. В 2011 году он дважды едва избежал покушения боевиков, в ходе которых погибли 6 солдат. После этого, Нур начал переезжать по городу в бронированной колонне с охранниками.
С принятием новой Конституции в 2012 году и последующим избранием президента Нур продолжал заниматься реконструкцией Могадишо, активно участвуя в правительственных заседаниях. Мохамед Нур принимал активное участие в работе созданной Торгово-промышленной палаты, где инициировал различные проекты развития, включая восстановление торговых центров.
В январе 2014 года в столице был запущен проект нумерации домов и почтовых индексов. Проект стал частью продолжающегося восстановлению города. По словам Нура, этот проект также направлен на то, чтобы помочь властям укрепить безопасность граждан и разрешить споры о собственности на жильё. Проект оказался достаточно успешным, чтобы получить поддержку ООН, но ввиду определенных проблем, успех от него оказался достаточно ограниченным.
Тогда же Нур был назначен заместителем министра по делам молодёжи в новом правительстве, но он отказался от предложения, заявив, что узнал о своем новом назначении из новостей, и сам процесс его назначения не был согласован лично с ним.
27 февраля 2014 года Нур был снят с должности мэра столицы. Снятие Нура было согласовано после консультаций между президентом Хасаном Шейхом Махмудом, премьер-министром и министром внутренних дел. В ноябре того же года Мохамед Нур объявил о создании Партии социальной справедливости, платформой для которой стали закон, единство и программа восстановления страны.